# Amerikai–japán biztonsági egyezmény
Az Amerikai–japán biztonsági egyezmény (Nicsibei anzen hosó dzsójaku) a második világháború formális lezárását követően jött létre a két ország között. A San Franciscó-i békeszerződés előkészítésével párhuzamosan már 1950-ben tárgyalások folytak John Foster Dulles külügyminiszter és Josida Sigeru miniszterelnök között, hogy milyen formában lehetne a legjobban garantálni Japán biztonságát és az Egyesült Államok katonai jelenlétét a térségben, tekintettel a kínai és a szovjet veszélyre. Josida ellenezte Japán újrafelfegyverzését, de beleegyezett amerikai támaszpontok létesítésébe Okinaván és másutt, főleg mivel közben kitört a koreai háború. Az egyezményt a San Franciscó-i Operaházban, 1951. szeptember 8-án, öt órával a békeszerződés megkötése után írták alá. Azóta többször is megújították és kiegészítették, s ma már nem egy elemző úgy látja, a japánok az amerikaiakra bízzák benne a kicui, kiken, kitanai (’nehéz, veszélyes, piszkos’) három K-ját, míg maguk csak a kirei, kasikoi, kakkoii (’tiszta, ügyes, vonzó’) feladatok ellátására hajlandók.
Az egyezmény Japán számára megalázó pontjai (a bázisokon állomásozó amerikai katonák részt vehetnek lázongások elfojtásában, Japán Amerika egyetértése nélkül nem bocsáthat bázisokat harmadik ország rendelkezésére stb.) az 1950-es évek vége felé kikényszerítették az egyezmény felülvizsgálását. Kisi Nobuszuke kormánya kedvezőbb szövegezést ért el ugyan, de a ratifikálás előtt példátlan parlamenti és parlamenten kívüli ellenállással kellett szembenéznie az egyezményt egészében elutasítók részéről: szocialista képviselők ülősztrájkjával (amit rendőrök számoltak fel!), masszív munkássztrájkokkal, szakszervezeti és diákdemonstrációkkal. 1960. június 15-én 6 millió tüntető vette körül a parlamentet, militáns diákok egy csoportja behatolt az épületbe, s a rohamrendőrök attakjában egy diáklány életét vesztette. Június 17-én, szintén példátlan módon, Japán hét vezető napilapja közös közleményben figyelmeztetett: a hatósági atrocitásokkal a demokrácia került veszélybe. Az új egyezmény Amerikai–Japán Kölcsönös Együttműködési és Biztonsági Egyezmény (日本国とアメリカ合衆国との間の相互協力及び安全保障条約, Nippon koku to Amerika gassúkoku to no Aida no Szógo Kjórjoku ojobi Anzen Hosó Dzsójaku) néven 1960. június 19-én életbe lépett, Kisi miniszterelnök pedig július 18-án lemondott.